# Renault 4 furgoneta
El Renault 4 furgoneta es un vehículo diseñado por el fabricante francés Renault. Este automóvil es una furgoneta derivada del Renault 4, ya que ambos tienen la misma base.

## Historia
Se diseñaron dos modelos diferentes de furgoneta mixta (familiar o de carga) a partir del Renault 4, la Renault 4 F4 y la 4 F6, ambas predecesoras de la Renault Express y de la actual Renault Kangoo. La furgoneta tuvo mucho éxito entre los trabajadores de clase media de la época, entre la guardia civil española y la gendarmería francesa (ya que este era el único vehículo suficientemente alto como para permitirles conducir con la gorra del uniforme puesta), pero cuando realmente se hizo popular fue cuando la Compañía francesa de Correos (PTT), adquirió estas furgonetas para sus repartos. 
Posteriormente fue comercializada una versión descapotable de la Renault 4 furgoneta que pretendía competir con el Citroën Méhari, el Renault Rodeo, que resultó ser un fracaso.
La producción de la R4 furgoneta por parte de FASA concluyó en 1991, año en que fue sustituida definitivamente por la Renault Express, que estaba en producción desde el año 1985.

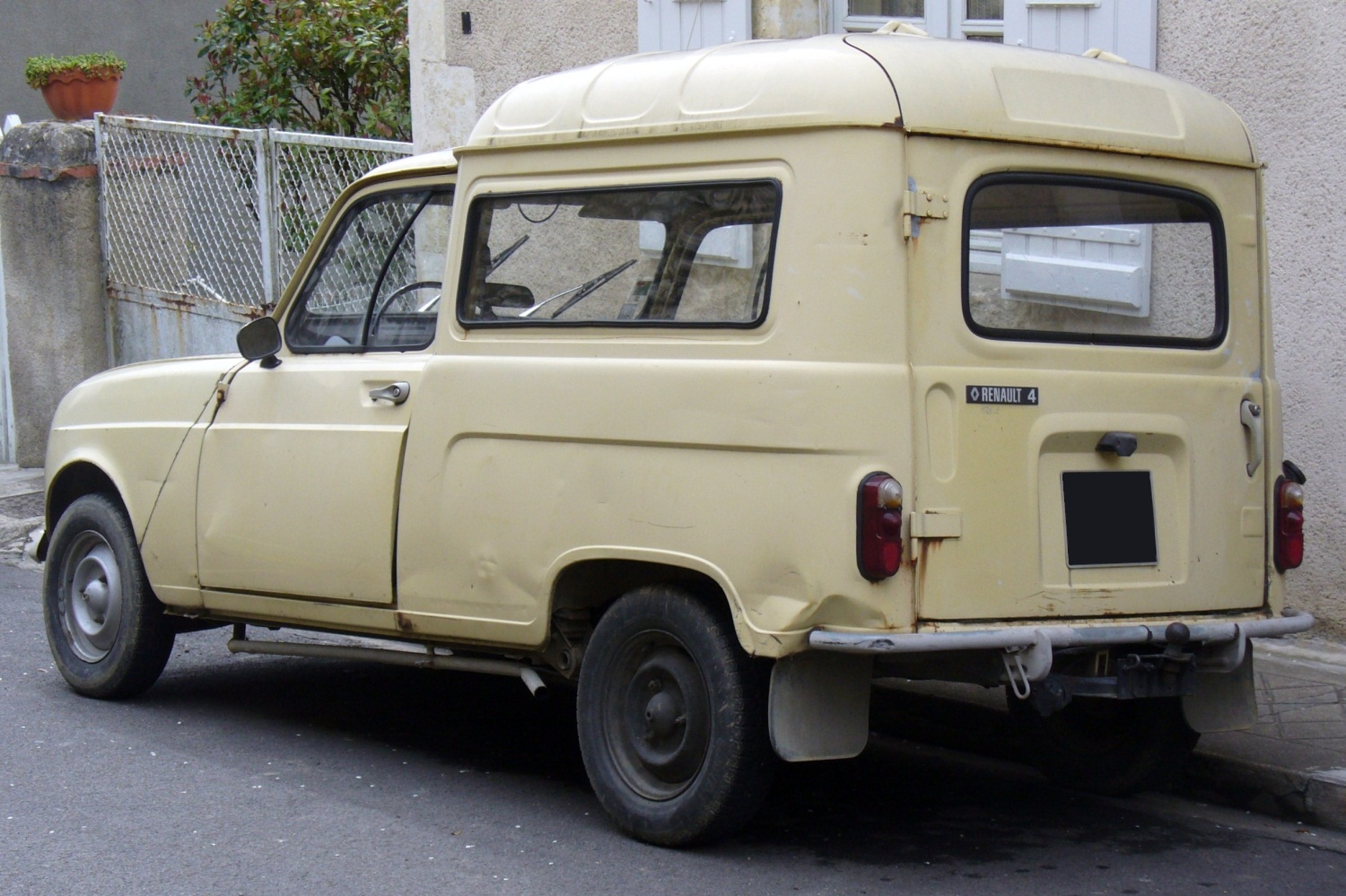
(1961-1974)
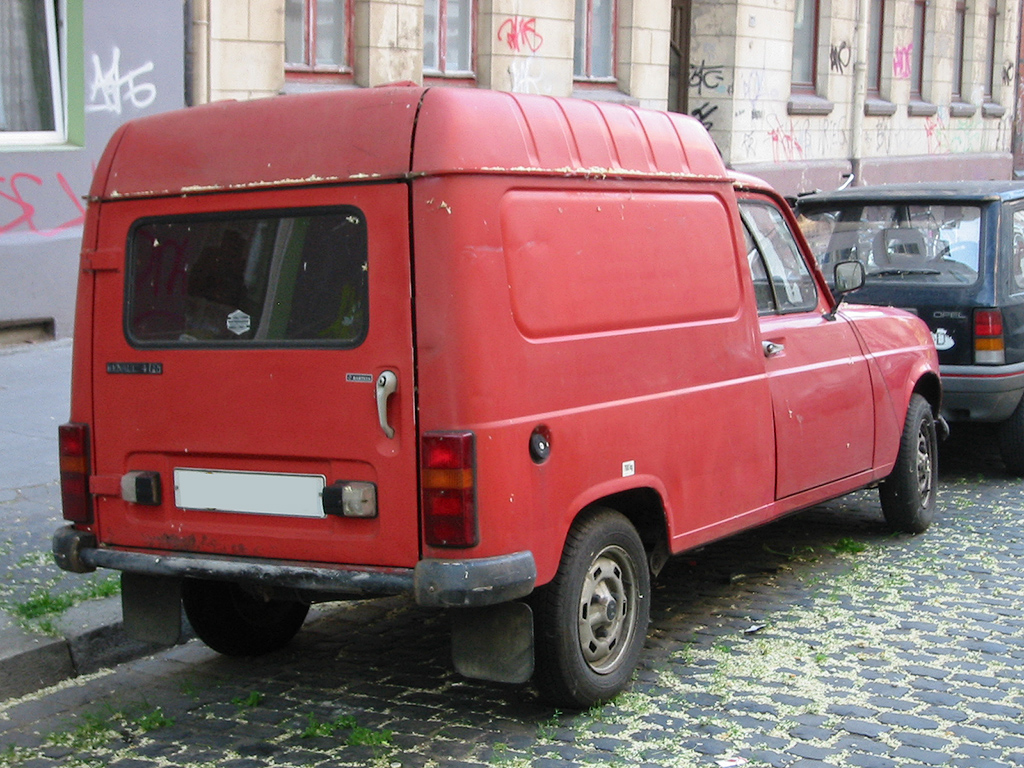
(1975-1991)
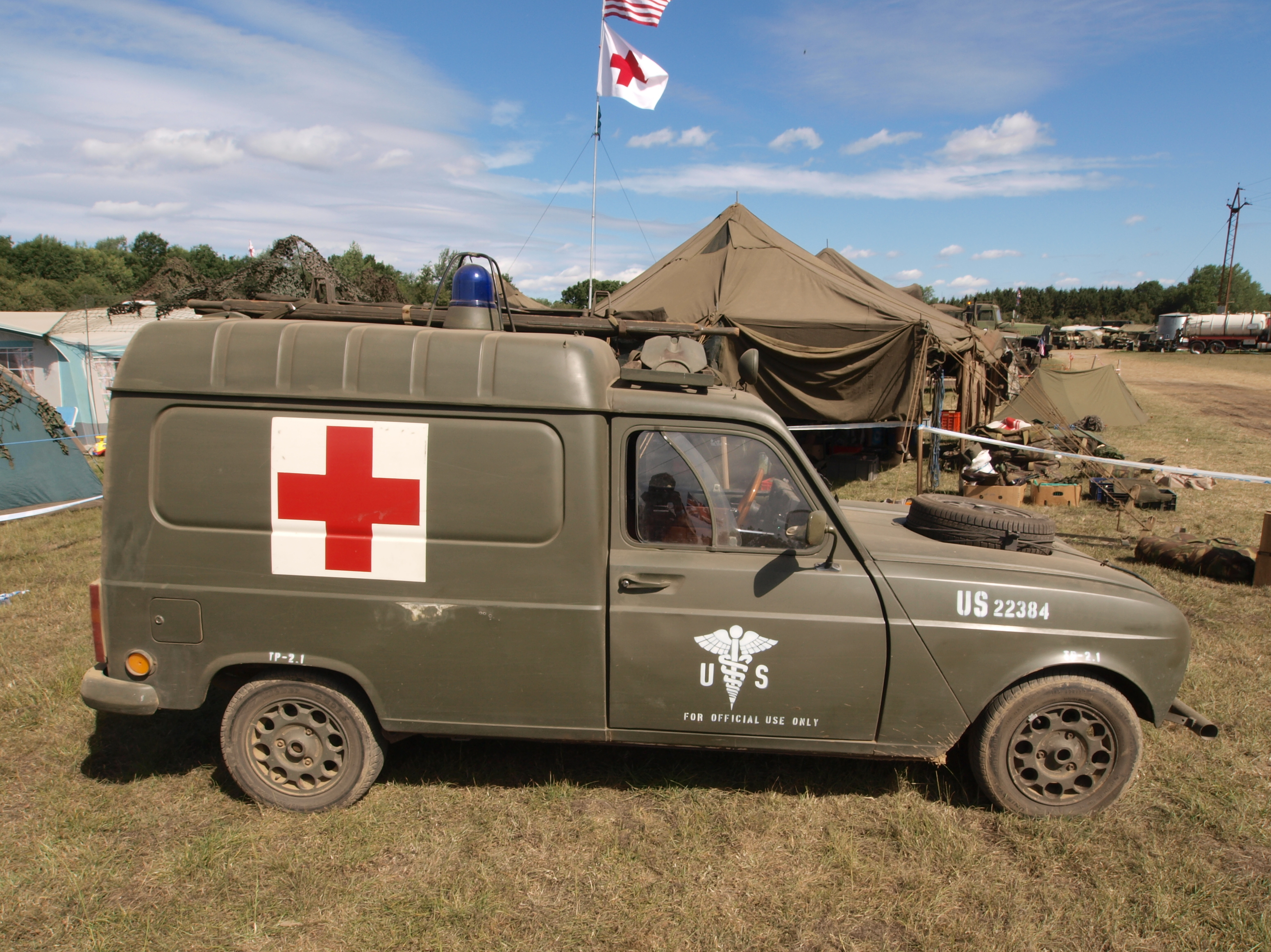
Renault F4R6 ambulancia militar (1985)